# 圣伊莱尔德朗德
圣伊莱尔德朗德（法語：Saint-Hilaire-des-Landes，法語發音：[sɛ̃.t‿ilɛʁ de lɑ̃d]）是法国伊勒-维莱讷省的一个市镇，位于该省东北部，属于富热尔-维特雷区。

## 地理
圣伊莱尔德朗德（48°21'5"N, 1°21'29"W）面积18.27 平方千米，位于法国布列塔尼大區伊勒-维莱讷省，该省份为法国西北部沿海省份，位于布列塔尼半岛东部，北濒大西洋，西接阿摩尔滨海省和莫尔比昂省，南至大西洋卢瓦尔省，西南端接曼恩-卢瓦尔省，东临马耶讷省，东北与芒什省接壤。
与圣伊莱尔德朗德接壤的市镇（或旧市镇、城区）包括：圣旺德萨勒、圣索沃尔德朗德、勒蒂耶尔桑、里沃迪库埃农、梅恩罗克、圣马克勒布朗。
圣伊莱尔德朗德的时区为UTC+01:00、UTC+02:00（夏令时）。

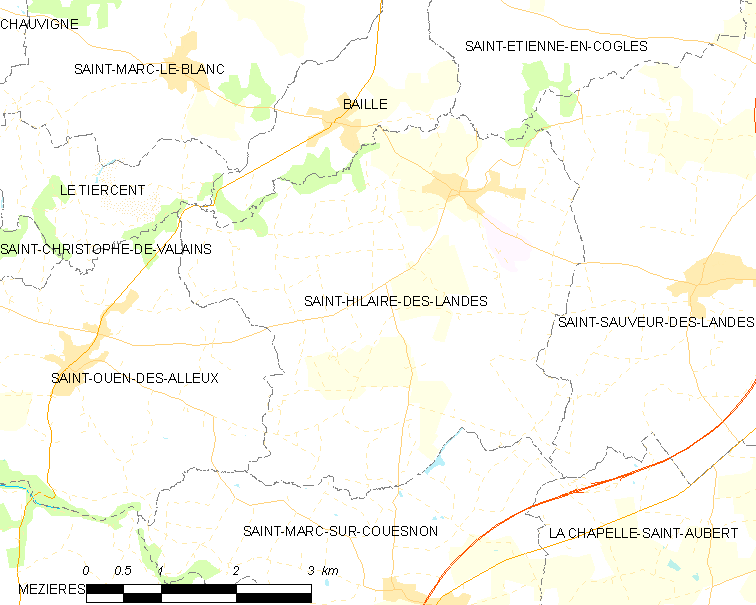
圣伊莱尔德朗德的OSM定位图

## 行政
圣伊莱尔德朗德的邮政编码为35140，INSEE市镇编码为35280。

## 政治
圣伊莱尔德朗德所属的省级选区为瓦勒库埃农县。

## 人口

1962-2008年间圣伊莱尔德朗德人口变化图示

圣伊莱尔德朗德于2022年1月1日时的人口数量为1032人。